# Police auxiliaire biélorusse
La police auxiliaire biélorusse (biélorusse : Беларуская дапаможная паліцыя ; allemand : Weißruthenische Schutzmannschaften, ou Hilfspolizei) était une unité de police paramilitaire collaborationniste mise en place par l’Allemagne nazie en juillet 1941, pendant l’occupation de la Biélorussie lors de la Seconde Guerre mondiale. Composée de fonctionnaires biélorusses, il s'agissait ni plus ni moins de l'Ordnungspolizei allemande mise en place dans les territoires occupés, chargés du maintien de l'ordre public. Les activités de la formation étaient supervisées par les départements de la police de la défense, les bureaux des commandants locaux et les commandants de garnison. Les unités étaient composées d’un policier pour 100 habitants dans les zones rurales et d’un policier pour 300 habitants en ville.

## Opérations
La police auxiliaire a participé à des massacres de civils dans plusieurs villages du territoire biélorusse, maquillés en opérations anti-partisans dans les campagnes biélorusses,. Le rôle des policiers locaux était crucial dans l'ensemble des procédures, car eux seuls connaissaient l'identité des habitants, en particulier les Juifs.

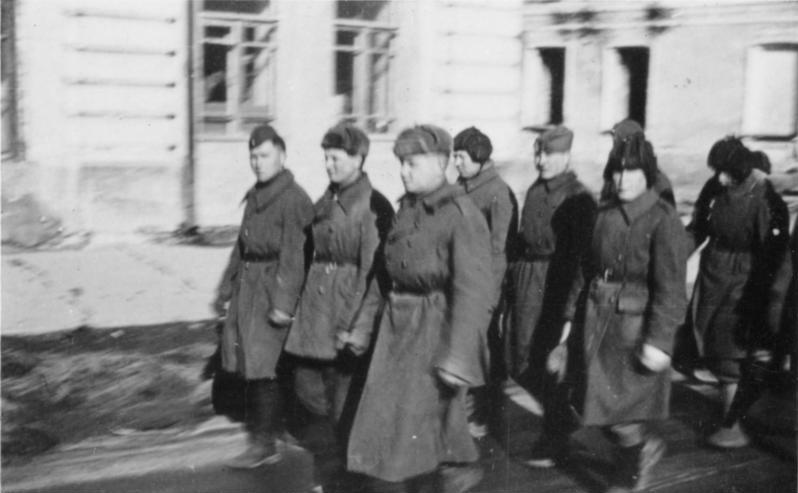
La police auxiliaire biélorusse à Moguilev, en mars 1943 guerre mondiale.

Les bataillons de la police allemande ainsi que les Einsatzgruppen ont procédé à la première vague des massacres. Bien qu'ayant mené les opérations conjointement avec les gardes auxiliaires biélorusses expérimentés lors de précédentes rafles (notamment à Homel, Mozyrz, Kalinkowicze, ou Korma), la police biélorusse joua un rôle secondaire dans la première étape des meurtres de masse. Dans plusieurs villes du pays, notamment Dobrusz, Czeczersk, ou Żytkowicze, les Juifs ghettoïsée furent conduits vers les lieux d'exécutions par la police auxiliaire, qui participa volontairement aux actions de tir. Cette tactique fut couronnée de succès dans les endroits où l'élimination des Juifs du pays se déroula au début du mois de septembre, ainsi qu’au cours des mois d’octobre et novembre 1941.
Durant l'hiver 1942, une autre tactique fut mise en œuvre, notamment lors des raids meurtriers à Jlobine, Petrykaw, Streszyn, et Tchatchersk. Le rôle de la police biélorusse dans les meurtres prit une autre dimension lors de la deuxième vague de liquidations des ghettos, débutée à compter de février-mars 1942. Cependant, on sait peu de choses sur les atrocités commises par la police auxiliaire dans les nombreuses petites communautés situées sur les territoires de la Pologne annexés par l'Union soviétique et dans la Biélorussie soviétique, l'implication de la police biélorusse dans la Shoah n'étant pas reconnue publiquement. L'article 28 de la Constitution de la République de Biélorussie, intitulé « Procédures régissant l'accès aux documents contenant des informations relatives à la vie secrète de citoyens privés » (ajouté en juillet 1996), interdit l'accès aux informations concernant les Biélorusses ayant coopéré avec les nazis: « Le récit commémoratif officiel ne montre qu'une version pro-soviétique de la résistance aux envahisseurs allemands »,.
Au cours de l'opération Cottbus, qui débuta le 20 mai 1943 dans les régions de Begoml (en), Lepiel et Ouchatchy, plusieurs bataillons de la police auxiliaire biélorusse prirent part au meurtre en masse de civils non armés (de majorité juive) au côté du bataillon SS Dirlewanger. Ceux-ci opéraient au sein des 46e bataillon biélorusse de Novogrodek, 47e bataillon de Minsk, 51e bataillon de Valojyn et 49e bataillon également de Minsk.